# Trebel (Wendland)
Trebel ist eine Gemeinde in Niedersachsen. Verwaltungsmäßig ist sie ein Teil der Samtgemeinde Lüchow (Wendland).

## Gemeindegliederung
Die Gemeinde Trebel  besteht aus folgenden Ortsteilen:
| - Dünsche - Gedelitz - Groß Breese - Klautze - Liepe - Marleben | - Nemitz - Pannecke - Tobringen - Trebel - Vasenthien |

## Eingemeindungen
Am 1. Juli 1972 wurden die Gemeinden Dünsche, Gedelitz, Groß Breese, Liepe, Marleben, Nemitz, Pannecke, Tobringen und Vasenthien eingegliedert.

## Politik
Die Gemeinde gehört zum Landtagswahlkreis 48 Elbe und zum Bundestagswahlkreis 38 Lüchow-Dannenberg – Lüneburg.

### Gemeinderat
Der Gemeinderat von Trebel hat einschließlich Bürgermeister neun Mitglieder. Die Ratsmitglieder werden durch eine Kommunalwahl für jeweils fünf Jahre gewählt.
Bei der Kommunalwahl 2021 ergab sich folgende Sitzverteilung:
| Gemeinderat 2021Insgesamt 9 Sitze - Linke: 1 - Grüne: 1 - BL: 1 - LFT: 4 - CDU: 2 |

Vorherige Sitzverteilungen:
| Wahljahr                                                                  | LFT | CDU | EB | Gesamt  |
| 2016                                                                      | 6   | 2   | 1  | 9 Sitze |
| __________________________ LFT: Liste für Trebel; EB 2016: Wolfgang Kraft |     |     |    |         |

### Bürgermeister
Torsten Breese (LFT, Liste für Trebel) ist Bürgermeister, Karin Martens (LFT) und Eckhard Tietke (Grüne) sind Stellvertreter.

## Feldsteinkirche Trebel

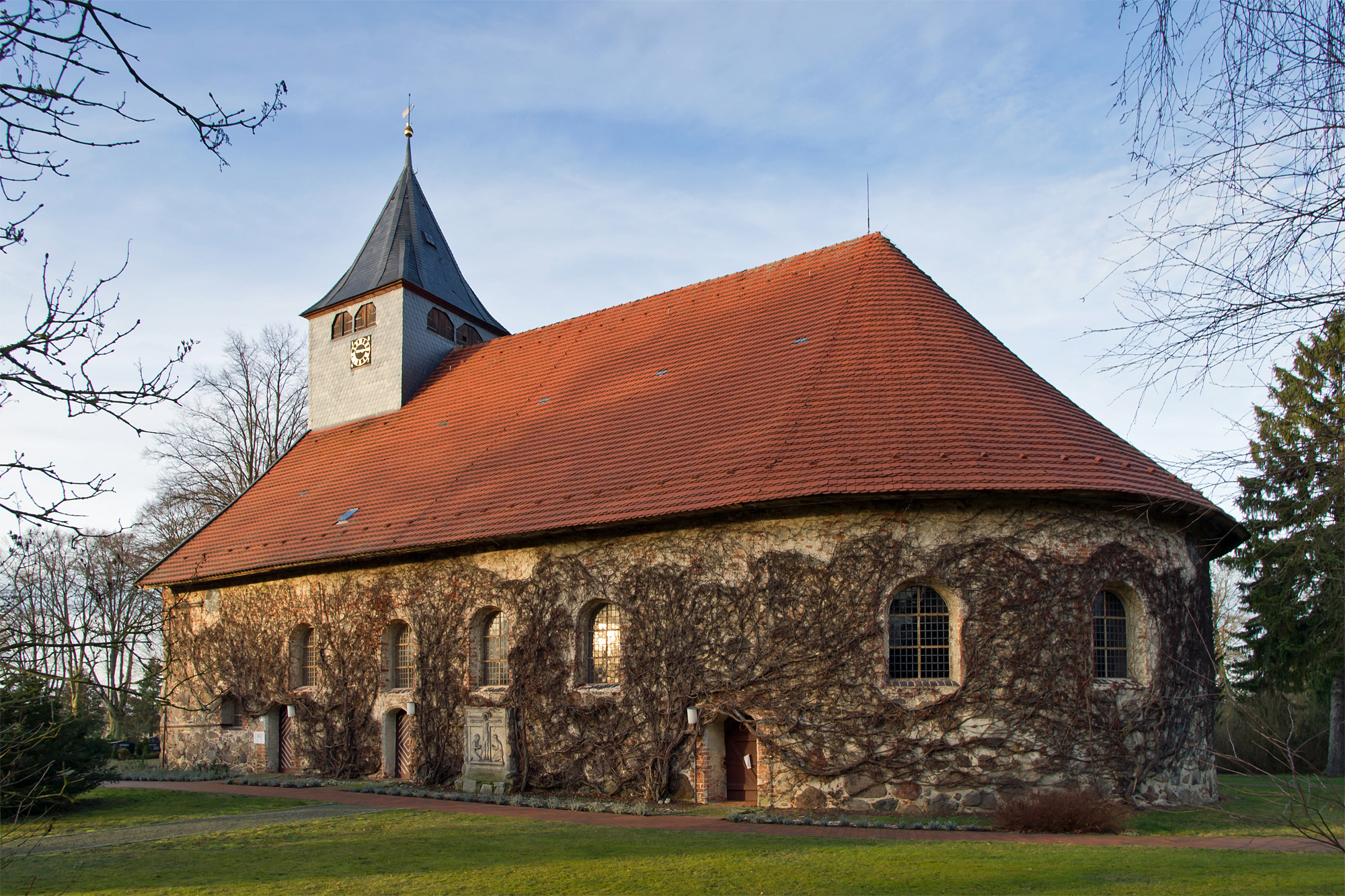
Kirche zu Trebel

Die Feldsteinkirche zu Trebel gilt als eine der ältesten Kirchen im Sprengel Lüneburg. Sie wurde Mitte des 12. Jahrhunderts als romanische Wehrkirche von Mönchen aus Diesdorf in der Altmark erbaut. Die verbauten Feldsteine stammen aus den Elbtälern. Der Kirchturm, der in Fachwerkbauweise entstand, wurde erst im Jahre 1626 errichtet. Er wurde 1750 wegen Baufälligkeit abgerissen und entstand an der Westseite der Kirche 1753 ebenfalls als Fachwerkbau neu. Den Altar erhielt die Kirche im Jahre 1717. Im Jahre 1777 bekam die Kirche eine von Johann Georg Stein erbaute Orgel, die noch vollständig erhalten ist. Kurz vor dem Ersten Weltkrieg erhielt die Kirche von der Gräflich-Bernstorff'schen-Stiftung ein neues Glockengeläut und eine neue Turmuhr. Die Glocke wurde 1917 für Rüstungszwecke im Ersten Weltkrieg eingeschmolzen.

## Sport
Im Ortsteil Liepe existiert seit 60 Jahren ein Sportverein, der TuS Liepe.

## Wirtschaft und Infrastruktur

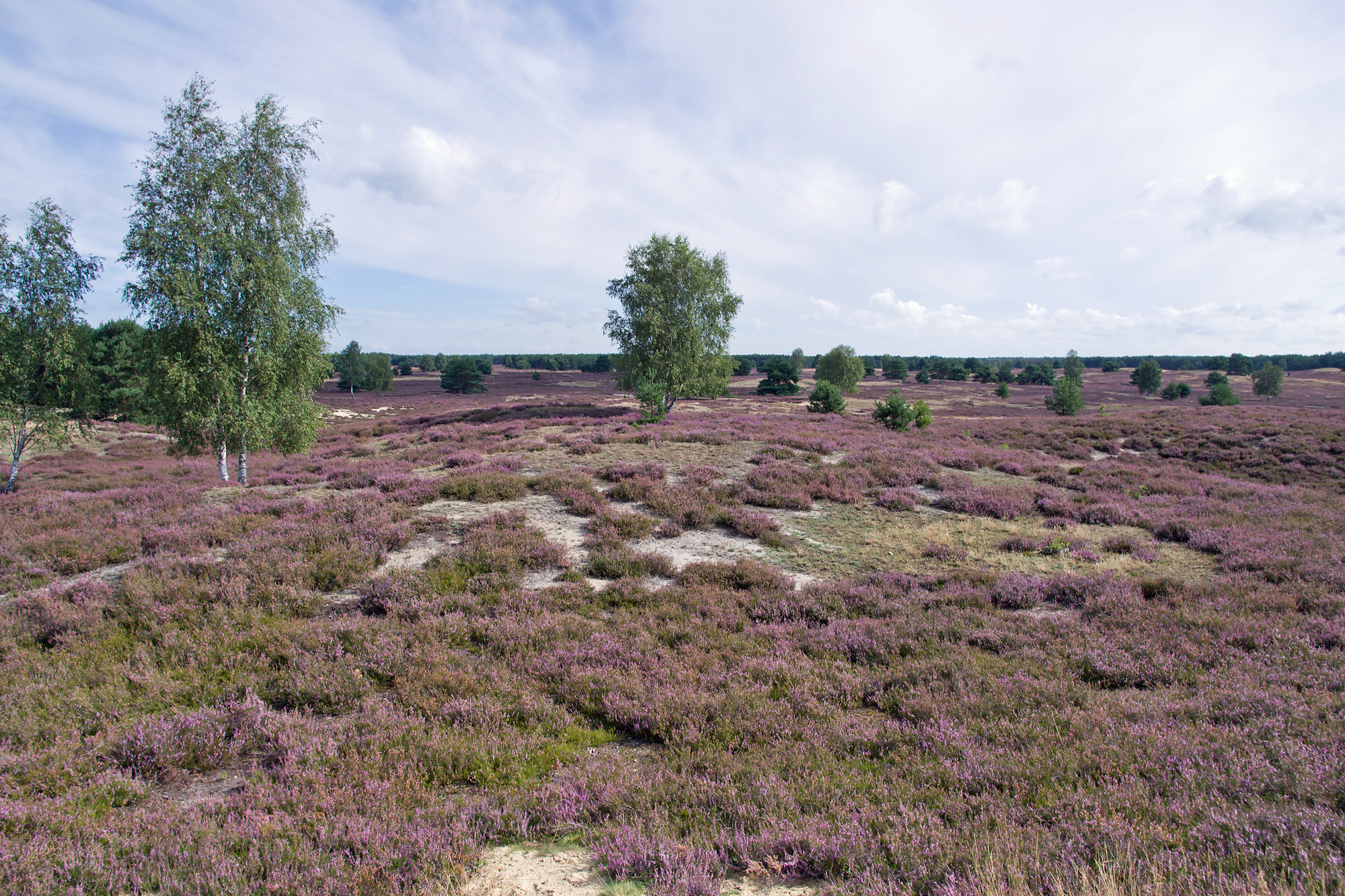
Nemitzer Heide bei Trebel zur Zeit der Besenheide-Blüte

In Trebel existieren noch vier landwirtschaftliche Betriebe, von denen zwei Vollerwerbsbetriebe sind. Eine Schäferei beweidet mit Heidschnucken die nahe Nemitzer Heide. Ein Landgasthaus und zahlreiche Gästezimmer sowie Ferienwohnungen deuten auf eine Entwicklung zum Urlaubsort. Weiterhin existieren zwei Landmaschinen- und Kfz-Werkstätten, ein Holzhandel mit Zaunbaubetrieb. Im Ort Trebel und den dazugehörenden Dörfern werden etliche Reiterhöfe betrieben. Trebel ist Standort einer freiwilligen Stützpunktfeuerwehr.

## Bildung
Trebel verfügt über eine vierklassige Grundschule und eine Kita mit Krippen- und Elementarbereich.

## Söhne und Töchter der Gemeinde
- Karl-Volker Neugebauer (* 1947), Militärhistoriker